# Fumisme
Le fumisme (du français : fumée) est un mouvement artistique parisien de décadence conditionnelle qui a existé de la fin des années 1870 au premier quart du XXe siècle. Le fumisme peut être caractérisé comme « l'art de souffler de la fumée dans les yeux » — pratiquement, c'est le même que le dadaïsme, mais seulement quarante ans plus tôt. Ce terme esthétique et philosophique généralisé s'est répandu dans la culture française à la fin du XIXe et au début du  XXe siècle grâce à Émile Goudeau, poète, écrivain, fonctionnaire du ministère des Finances et fondateur de la soi-disant « Société des hydropathes ». Les fondateurs et inspirateurs idéologiques du mouvement étaient le même Émile Goudeau, ainsi que deux fauteurs de troubles permanents : Arthur Sapeck (de son vrai nom — Eugène Bataille) et Alphonse Allais:XVIII.
Par contre, les « fumistes » (fumistes ou partisans du « fumisme ») étaient appelés non seulement des artistes et des acteurs qui faisaient partie d’un mouvement esthétique spécifique, mais aussi beaucoup plus largement : en général, des gens frivoles, prétentieux, jetant de la poudre aux yeux et créant des œuvres dans des styles d’avant-garde (y compris les fauvistes, par consonance).

## «La Société des Hydropathes», le début du fumisme
En octobre 1878, le poète et fonctionnaire du ministère des Finances Émile Goudeau organise un cercle « fermé » (ou club artistique) appelé la « Société des hydropathes », où poètes, écrivains et dramaturges se réunissent pour boire beaucoup et manger un peu, tout en se montrant des poèmes, des essais, des esquisses, des monologues et, en général, tout ce qui peut être « montré ». Des duels verbaux acharnés ont régulièrement lieu entre les hydropathes, où ils peuvent faire étalage de leur esprit, de leurs réactions rapides ou de leurs jeux de mots.
Quelque temps plus tard, plus précisément en février 1879, à l’initiative du fondateur du club (le même Émile Goudot) et sous sa direction, fut fondé un journal du même nom, « Hydropat ». Plus tard, le nom fut changé en « Hydropats », puis le journal reçut son nom de famille « Tout Paris » — et cessa bientôt d’exister. Au cours de la première année (1879-1880), trente-et-un numéros du journal furent publiés.
Au début, le compositeur Georges Fragerolle joua un rôle majeur dans l’émergence des fumistes à la place des hydropathes. En 1879, il adhéra au club littéraire des Hydropathes. Le 12 mai 1880, il publia un article sur le « fumisme ».
Le « fumisme » est un système de canulars élaborés utilisé pour démasquer les hypocrites et dégonfler les pompeux.
Elle était souvent pratiquée par les Hydropathes.
Selon Fragerolle, le « fumisme » :

« l'esprit est à l'esprit ce que l'opérette est à l'opéra bouffe, la caricature au dessin humoristique, le pruneau au ricin. Pour être un esprit, il suffit parfois d'être un âne dans une peau de lion ; pour être un bon fumiste, il faut souvent être un lion dans une peau d'âne. Dans le premier cas, l'effet est direct, dans le second, il est une fois, deux fois, souvent dix fois réfléchi. »

— Harding.
Le manifeste fumiste, écrit par Fragerolle, contenait la thèse principale, qui pourrait être considérée comme la devise de ce mouvement : « Les arts doivent devenir fumistes <se transformer en fumée>, ou ils n'existeront pas »:XVIII.
Le « Club hydropathique » d’Émile Goudeau (où l’on se soignait avec de l’absinthe brûlante plutôt qu’avec de l’eau) exista pendant près de trois ans. La dernière réunion eut lieu à Montmartre en 1881. À la même époque, Rodolphe Salis ouvrit son célèbre café artistique « Le Chat Noir », qui absorba partiellement puis remplaça les anciens Hydropathes amorphes.
Les idées des premiers hydropathes furent poursuivies par les expositions historiques des Arts Incohérents de Jules Lévy, dont la première eut lieu en octobre 1882. De nombreux hydropathes et fumistes, dont Alphonse Allais et Arthur Sapeck, présentèrent leurs découvertes fumistes (peinture, musique et théâtre) lors de ces expositions, qui anticipèrent de plusieurs décennies le minimalisme, le dadaïsme et le suprématisme.

## Nom et signification

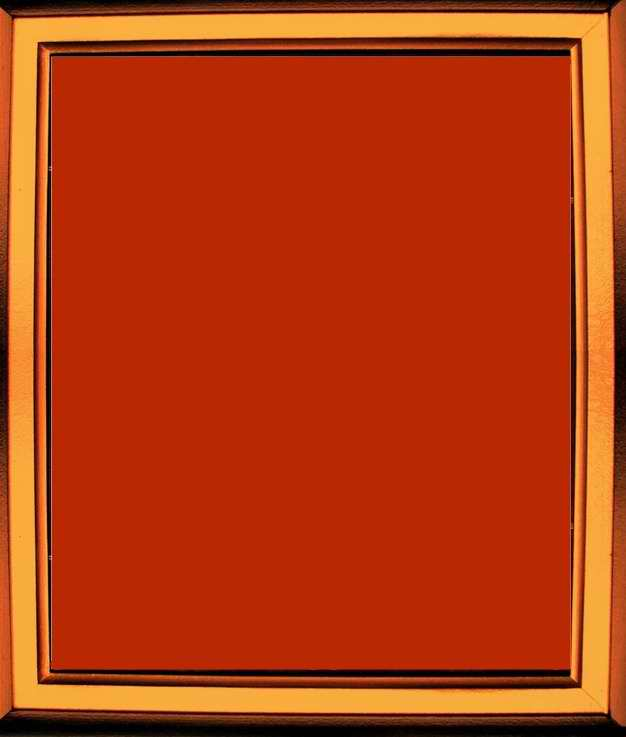
Alphonse Allais, Récolte de tomates sur les rives de la mer Rouge par des cardinaux apoplectiques (1884, reconstruction).

Le terme ludique de « fumisme », lancé par hasard par Émile Goudeau, puis repris avec empressement par Sapeck et Alphonse Allais, est né du substantif fumée. C’est un terme philosophique collectif qui désigne l’attitude d’un homme envers le monde, envers lui-même et aussi envers l’art en tant que type d’activité humaine. La nouvelle attitude s’exprimait dans le ridicule et la moquerie délibérés de tout et de tous, sans aucune restriction ni interdiction, dans la honte de la bêtise quotidienne et de la conscience bourgeoise. Plus l’incompréhension est grande, plus l’étonnement est fort, meilleur et plus élevé est le résultat — telle était la devise invisible des fumistes. Ainsi, après avoir commencé sa formation par une « hydropathie » modérée (hydrothérapie), un groupe d’écrivains français, et plus tard d’artistes et même de compositeurs, a trouvé sa justification et son soutien idéologiques sur la base de la fumée totale et omniprésente.
Pendant ce temps, le jeu de mots prévalait ici : en français, le mot « fumée », ainsi que ses dérivés et sons similaires, y compris l’argot, ont un très grand nombre de significations : de la fumée et du tabagisme lui-même aux poêles, aux ramoneurs, des bavards, des menteurs, des bavards creux et même du pur fumier.
Depuis que la « Société hydropathique » a cessé d’exister dans l’atmosphère étouffante du club, son art de souffler de la fumée et de la poussière dans les yeux, de faire des farces et des moqueries s’est répandu dans tout Paris, puis plus loin, sous la forme du fumisme. Pour les fumistes, la pratique quotidienne de choquer ou de « se moquer de la bêtise de l’homme du commun » était d’une grande importance. De la même manière, dans les années 1920, un groupe de surréalistes a détruit des expositions, déclenché des bagarres lors de représentations et troublé constamment l’ordre public. Les fumistes n’étaient pas aussi bruyants, mais en général ils se comportaient à peu près de la même manière:26-27.
Le fumisme est né comme fumée de la « Société hydropathique » fondée par le fonctionnaire et poète Émile Goudeau. Par hasard (et Émile Goudot lui-même), Arthur Sapek et Alphonse Allais furent désignés (nommés) comme les chefs idéologiques du fumisme:XVIII. La plus grande contribution orale au développement initial du fumisme fut apportée par Arthur Sapeck, caricaturiste, humoriste, mystificateur et plus tard fonctionnaire du gouvernement dans le domaine des spectacles de masse et du divertissement. Certaines de ses œuvres semblent être des citations presque directes des « artistes dadaïstes », en particulier de Marcel Duchamp (par exemple, « L.H.O.O.Q. » de 1919), avec la seule modification qu’elles soient parues près de quatre décennies plus tôt.

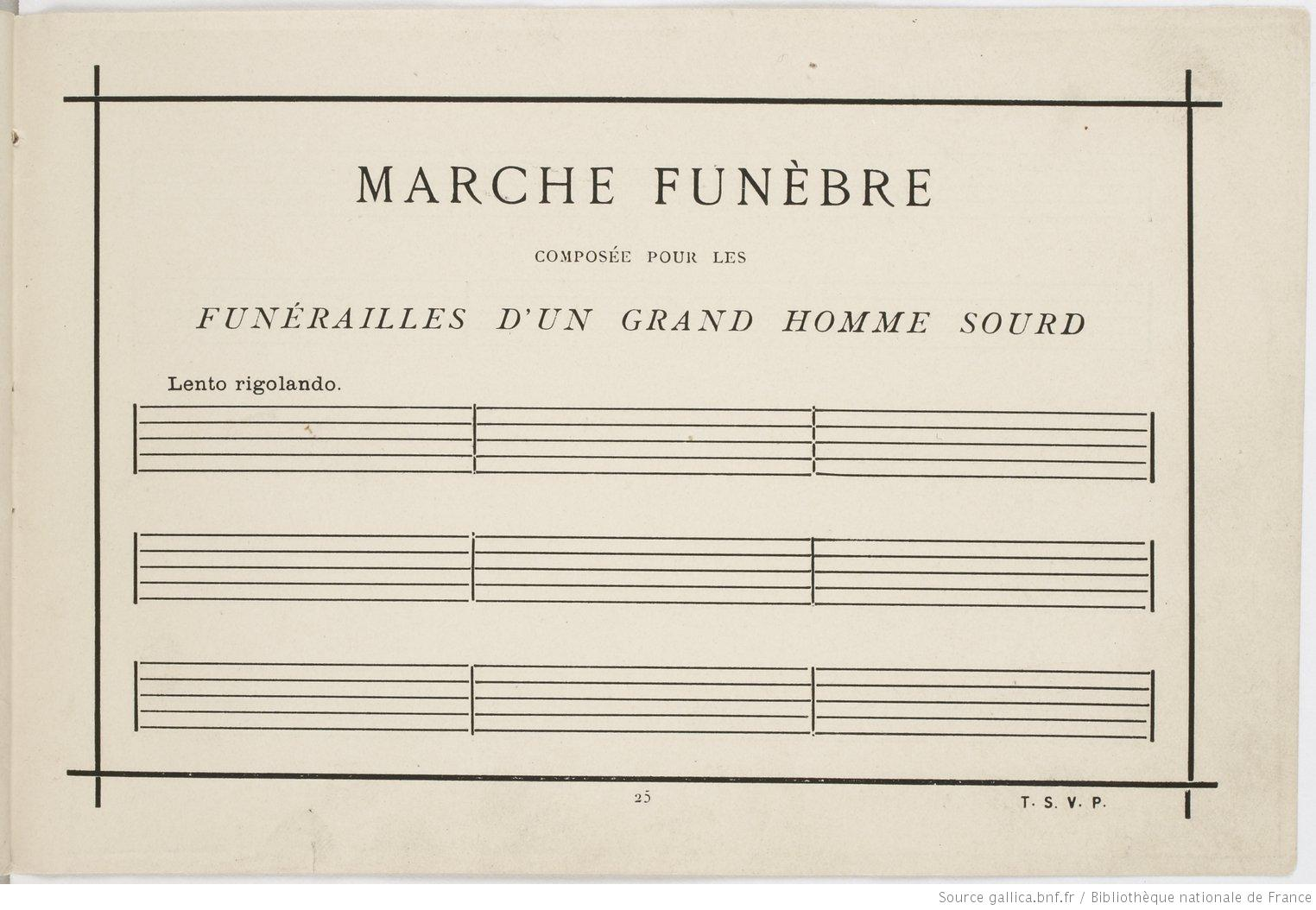
Alphonse Allais. Marche funèbre composée pour les funérailles d'un grand sourd, 1883.

Après le départ de Sapek (d'abord au service du gouvernement, puis de la vie complètement), le principal successeur des traditions du fumisme fut le « chef des fumistes » Alphonse Allais, un écrivain excentrique, humoriste noir et journaliste. Grâce aux récits et aux chroniques de journaux d'Allais, les artefacts purement oraux de la période initiale du fumisme ont été préservés comme des faits historiques, et en partie comme des résultats d'un niveau purement littéraire. Et pas seulement littéraire, mais aussi pictural:32-34, et même musical:35. La preuve (et le couronnement) des premiers succès littéraires d'Alphonse Allais fut le numéro de janvier 1880 du journal « Hydropat » qui lui était entièrement consacré, avec une caricature (non de Sapeck) sur toute la couverture.
Déjà dans la première année du fumisme, Paul Vivien écrivait dans son article « éditorial » :

« … Alphonse Allais, directeur de l'École des Fumistes, est l'un des personnages les plus célèbres et les plus appréciés du Quartier Latin, où il est depuis longtemps connu pour sa merveilleuse gaieté et son esprit vif… »

— Allais:XVII.

Le groupe parisien de fumistes comprenait au total plus de deux douzaines de personnes, mais il est difficile de les compter, car au fil du temps les participants ont cessé de s'appeler fumistes.
Après la mort prématurée d’Alphonse Allais, son ami proche, le compositeur Erik Satie, devint son héritier informel et le successeur le plus éminent du fumisme:37.  Avec l’artiste et poète George Auriol, il devint inévitablement le lien entre le fumisme et le dadaïsme naissant. Les jeunes représentants de Dada, Tristan Tzara et Francis Picabia, le reconnurent dès le premier mot comme dadaïste et l’acceptèrent comme l’un des leurs. Quant au surréalisme naissant (un mouvement auquel de nombreux dadaïstes rejoignirent), le terme lui-même apparut en 1917 dans le manifeste « Nouvel Esprit » – comme une nouvelle définition de genre pour le ballet « Parade » d’Érik Satie:323.
Le seul « héritier » du fumisme en Russie fut déclaré dans les années 1910 le célèbre « roi de l’excentricité » et « chansonnier vomissant » Mikhaïl Savoyarov. Adolescent, ayant subi l’influence de certains fumistes parisiens et du poète obscène russe Piotr Schumacher (ru) dans les années 1890, Savoyarov, en signe de respect et de gratitude, qualifia plus tard ses concerts « débridés » de « fonforismes enfumés » ou « fanfaronnades »:57-58.